# Mucia Tercia
Mucia Tercia (en latín, Mucia Tertia) fue una dama romana del siglo I a. C., tercera esposa de Pompeyo. Durante el periodo triunviral medió entre sus hijos y Augusto.

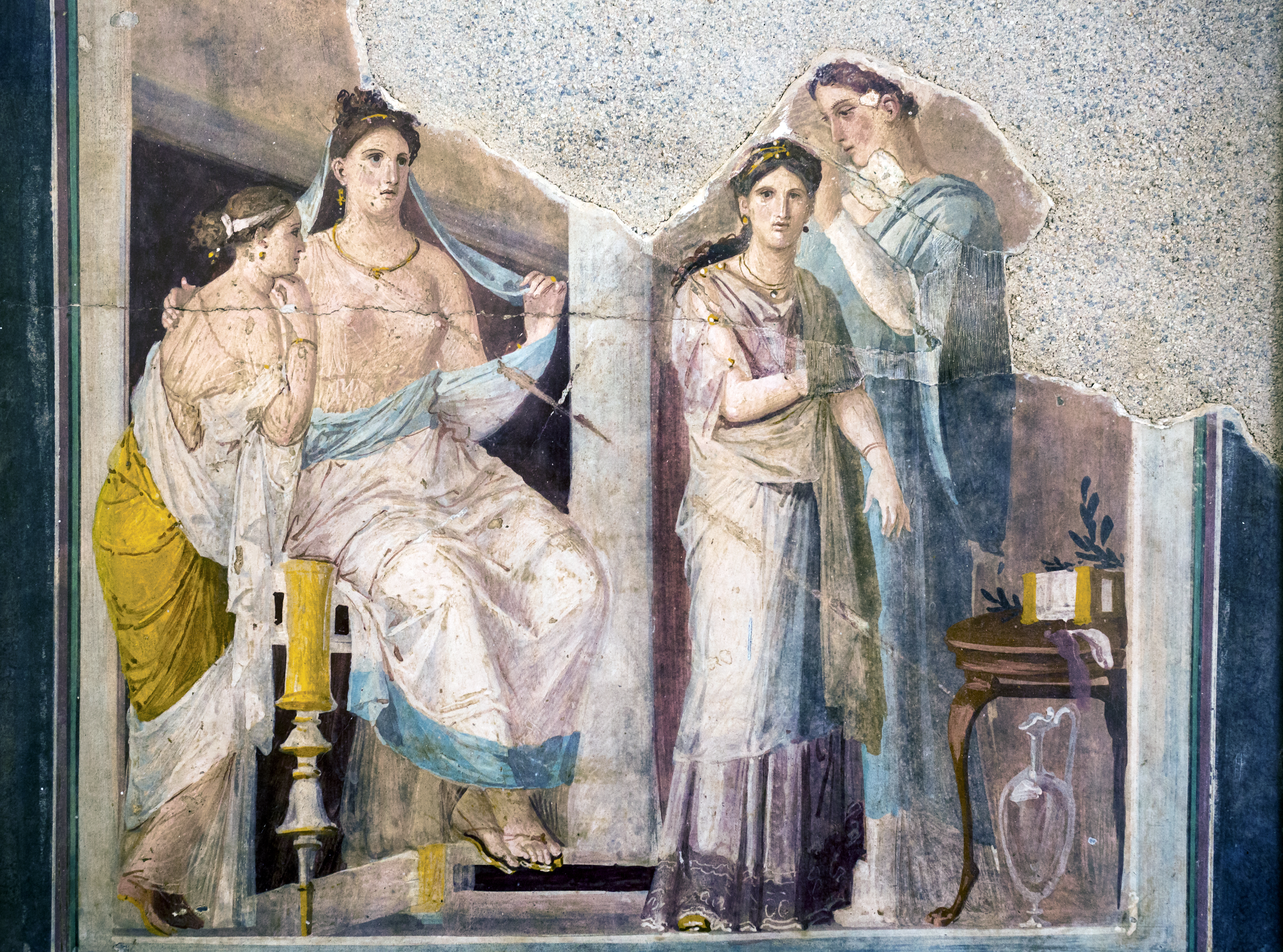
Damas romanas, fresco siglo I

## Familia
Mucia Tercia fue miembro de los Mucios Escévolas, la principal rama republicana de la gens Mucia, e hija de Quinto Mucio Escévola. A través de su madre —cuyo nombre no ha quedado registrado—, fue media hermana de Quinto Cecilio Metelo Nepote. Sus conexiones familiares propiciaron sus matrimonios con Pompeyo y Marco Emilio Escauro.

## Vida
Alrededor del año 79 a. C., Sila se la entregó en matrimonio a Pompeyo para asegurar su lealtad. Tras regresar de las provincias orientales en el año 62 a. C., Pompeyo se divorció por carta de Mucia alegando, según Cicerón, infidelidad conyugal. Suetonio indica que Mucia estuvo entre las amantes de Julio César sin precisar una fecha. Este divorcio provocó que Metelo Nepote se opusiera vigorosamente a Pompeyo durante su consulado.
Cuando su segundo esposo fue condenado por soborno y exiliado de Italia, Mucia permaneció en Roma.
En el año 39 a. C., a ruegos del pueblo de Roma —que había amenazado con quemar la casa de Pompeyo con Mucia dentro—, fue a Sicilia para mediar entre su hijo Sexto Pompeyo y Augusto, quien la tenía en gran estima. Todavía estaba viva en el año 31 a. C. cuando intercedió ante Augusto para salvar la vida de su hijo Marco Emilio Escauro.

## Descendencia
De su matrimonio con Pompeyo, tuvo tres hijos:
- Cneo Pompeyo.— Siguió la guerra empezada por su padre y murió en Hispania en la batalla de Munda.
- Sexto Pompeyo.— Gobernó Sicilia durante el Segundo Triunvirato. Fue derrotado por Augusto y murió ejecutado en Mileto.
- Pompeya.— Casada sucesivamente con Fausto Cornelio Sila y Lucio Cornelio Cinna.

Tuvo la desdicha de sobrevivir a los tres. De su matrimonio con Escauro, tuvo un hijo:
- Marco Emilio Escauro.— Antoniano, participó en la batalla de Actium.